# Fiona Pitt-Kethley
Fiona Pitt-Kethley (Edgware, 21 de noviembre de 1954) es una poetisa, novelista, escritora y periodista británica. Ella vivió durante muchos años en Hastings, y en 2002 se trasladó a España con su esposo James Plaskett (campeón británico de ajedrez) y su hijo Alexander.
Su padre se llamaba Rupert Singleton Pitt-Kethley.
Se educó en el Chelsea School of Art
y trabajó en las noches como acomodadora de teatro en el Old Vic y el Teatro Nacional.
Posteriormente trabajó como maestra y extra de película, pero era sobre todo escritora a tiempo completo.
Su primera colección de poemas, Sky Ray Lolly, se publicó en 1986.
Su obra se caracteriza por la franqueza sexual y el humor.
Fiona Pitt-Kethley también ha trabajado como periodista independiente y ha escrito para los diarios The Daily Telegraph, The Independent, The Guardian, The Times, The Big Issue, y otros.

## Obras

### Libros de poesía
- 1986: Sky Ray Lolly.
- 1987: Private Parts.
- 1989: The Perfect Man.
- 1993: Dogs (incluye dos trabajos periodísticos).
- 1996: Double Act.
- 1997: Memo From a Muse.
- 2008: Selected Poems.[3][4]

### Novelas
- 1991: The Misfortunes of Nigel.
- 2000: Baker's Dozen.

### Diarios de viaje
- 1988: Journeys to the Underworld.
- 1994: The Pan Principle.
- 2000: Red Light Districts of the World.

### Libros periodísticos
- 1992: Too Hot to Handle.

### Autobiografía
- 2000: The Autobiography of Fiona Pitt-Kethley: My Schooling.[5]

### Antologías como editora
- 1994: Literary Companion to Sex: an Anthology of Prose and Poetry.
- 1995: Literary Companion to Low Life.